# Zverevo
Zverevo (in russo Зверево?) è una città della Russia europea meridionale (oblast' di Rostov) e centro amministrativo del distretto di Zverevo, ha lo status di distretto urbano.
Sorge nel bacino carbonifero del Donbass, nella parte occidentale della oblast', a breve distanza dal confine ucraino, nella parte orientale delle alture del Donec, 140 chilometri a nordest del capoluogo regionale Rostov sul Don..

## Geografia fisica
La città si trova a oriente della cresta di Doneck (un sistema di colline) a 110 km da Rostov sul Don e a 21 km da Gukovo. La città di Zverevo ha una superficie di 31,21 km². Il distretto della città di Zverevo comprende la città stessa e una località rurale.

## Storia
Zverevo è il più giovane dei distretti urbani della regione di Rostov. La città è nata dove originariamente si trovava un villaggio minerario sorto all'inizio del XX secolo intorno alla stazione Zverevo, che, a sua volta, ha ricevuto il nome dal villaggio di Zverevo, fondato nel 1819 su dei terreni appartenenti ai fratelli Zverevym (Зверевым). Questi ultimi diedero il permesso per la posa della ferrovia con la condizione che la stazione ricevesse il loro nome. A poco a poco, la stazione crebbe e contadini provenienti dall'Ucraina e dalle province centrali della Russia vi si stabilirono.
Nel 1894, in questo luogo fu costruito l'attuale edificio della stazione ferroviaria. 
Verso la fine del XIX secolo, nei pressi della stazione c'erano quattro strade senza nome e circa 50 case oltre che un certo numero di edifici economici e amministrativi. Nel 1905, furono costruite due scuole ferroviarie. Durante la Rivoluzione russa del 1905 i ferrovieri locali presero parte allo sciopero, perciò un distaccamento di Cosacchi venne inviato sul posto. 
Nel 1929 Zverevo ottenne lo status di villaggio del lavoro. 
Durante la seconda guerra mondiale il villaggio fu sotto il controllo tedesco per sette mesi. Venne poi liberato il 13 febbraio 1943. Dall'aeroporto locale decollò l'eroe dell'Unione Sovietica Ivan Archipovič Dokukin, morto lo stesso anno, al quale venne dedicato nel 2010 un monumento. Ora una delle strade della città porta il nome di questo pilota. Al momento della formazione della regione di Rostov era il centro dell'omonimo distretto, abolito successivamente nel 1963, e allo stesso tempo il villaggio di lavoro di Zverevo venne posto sotto la giurisdizione del consiglio comunale di Gukovo. Nel 1989, Zverevo ricevette lo status di città di subordinazione regionale, nella cui subordinazione amministrativa si ritrovarono il consiglio di Krasnopartizan (di 5 località rurali) e 3 stazioni.

## Monumenti e luoghi d'interesse
- Monumento a Lenin[5]
- Monumento al cavaliere Pëtr Jakovlevič Kolensikov (2015)
- Monumento ai minatori morti della miniera "Obuchovskaja" (2008)[6]. Il monumento è una struttura in mattoni sotto forma di un libro aperto con rilegatura nera. Al centro su tavole di metallo con le iscrizioni con i nomi dei minatori morti.
- Museo di storia locale con un'esposizione dedicata al settore minerario.
- Chiesa di San Nicola (1916)[7].
- Monumento all'eroe dell'Unione Sovietica Ivan Archipovič Dokukin (2010).
- Segno commemorativo in onore degli 84 abitanti di Zverevo che hanno preso parte alla gestione delle conseguenze del Disastro di Černobyl'.
- Segno commemorativo ai soldati internazionalisti e ai partecipanti alle guerre locali del XX e XXI secolo (2009). In tempi diversi 43 persone della città di Zverevo hanno svolto doveri internazionali in Afghanistan.
- Monumento ai soldati ferrovieri (1965) che presero parte alla seconda guerra mondiale.

## Economia
La città presenta le seguenti organizzazioni: un panificio "Zverevskoe", la compagnia di costruzioni "Strojbytservis", la compagnia "Bytovik", la compagnia "Sel'choztechnika", un'azienda di produzione di polimeri secondari chiamata "Rostpoliplast", la compagnia "Agrochimservis", l'atelier "Grazia", la compagnia "Kaskad" e altre. Infine la produzione del carbone è effettuata dalla compagnia "šachtoupravlenie, Obuchovskaja".

## Infrastrutture e trasporti
La stazione ferroviaria di Zverevo si trova sulla linea "Mosca-Rostov sul Don". A 5 km dal distretto urbano della città di Zverevo si trova l'autostrada federale M-4 "Don". Dall'M - 4 "Don" attraverso la città passano le strade per l'autotrasporto doganale internazionale: Novošachtinsk e Gukovo.